# Fauguerolles
Fauguerolles település Franciaországban, Lot-et-Garonne megyében. Lakosainak száma 827 fő (2022. január 1.). Fauguerolles Gontaud-de-Nogaret, Fauillet, Longueville, Sénestis és Taillebourg községekkel határos.

## Népesség
A település népességének változása:
| Lakosok száma | 632  | 649  | 623  | 604  | 716  | 776  | 790  | 810  | 814  | 827  |
|               | 1968 | 1982 | 1990 | 2006 | 2013 | 2015 | 2017 | 2019 | 2020 | 2022 |